# 여명용
여명용(呂明龍, 1987년 6월 11일 ~ )은 대한민국의 축구 선수이며 포지션은 골키퍼이다.

## 축구인 경력

### 선수 경력
2010년 한양대학교를 졸업하고 내셔널리그 부산교통공사에 입단하였다. 입단 후 2번째 시즌인 2011 시즌 주전 골키퍼로 도약하여 20경기에 출전하는 등 부산에서 총 46경기에 출전하였다.
2013 K리그 드래프트에 지원하여 고양 Hi FC에 2순위로 지명되었다. 데뷔 시즌 강진웅과 주전 경쟁을 펼쳤고 리그 23경기에 출전하며 팀 내 골키퍼 중 가장 많은 경기에 출전하였다.

## 출신 학교
- 합성초등학교
- 마산중앙중학교
- 마산공업고등학교